# 大阪大谷大学の人物一覧
大阪大谷大学の人物一覧（おおさかおおたにだいがくのじんぶついちらん）は、大阪大谷大学に関係する人物の一覧記事。

## 著名な教職員
- 狭川真一(博物館学、考古学、民俗学・教授)
- 三上章（日本語文法学者・元教授）
- 雪村時人（医師、医学博士・教授）
- 水鳥寿思（スポーツ社会学・体操 - 2004年アテネオリンピック金メダリスト・講師）
- 左藤義詮 - 学校法人大谷学園理事長、学園長（二代目）。参議院議員、大阪府知事、第2次岸内閣防衛庁長官。
- 左藤恵 - 学校法人大谷学園前理事長、学園長（四代目）。衆議院議員、羽田内閣国土庁長官、第2次中曽根第1次改造内閣郵政大臣、第2次海部改造内閣法務大臣。

## 主な元教員
- 高橋圭一（日本文学者、名誉教授）
- 馬部隆弘（歴史学者）

## OB・OG

### 文学
- 瀬尾まいこ（小説家）

### 芸能
- 田中綾子（女優）
- 秋吉英美（ラジオパーソナリティ）
- 小松江里子（脚本家）
- さぁさ（シンガーソングライター）
- 神田桜子（講談師）

### スポーツ
- 松永栞（元女子プロ野球選手 - 埼玉アストライア ← 兵庫ディオーネ）
- 中本葉月（バレーボール選手 - 埼玉上尾メディックス ← ヴィクトリーナ姫路）